# Aileen Fisher
Aileen Lucia Fisher (Iron River, 9 settembre 1906 – Boulder, 2 dicembre 2002) è stata una scrittrice statunitense. L'autrice è nota per aver scritto oltre cento libri per bambini: ha scritto poesie, libri illustrati in versi, testi in prosa sulla natura e sull'America, varie biografie, libri a tema biblico, alcune opere teatrali e diversi articoli per riviste e giornali. Le sue poesie sono state raccolte in varie antologie e sono anche utilizzate nei libri di testo americani. Nel 1978 le è stato assegnato il secondo Premio del National Council of Teachers of English per le sue poesie per bambini. Nata nel Michigan, Fisher si è trasferita in Colorado da adulta e vi ha vissuto per tutta la sua vita.

## Biografia
Aileen Fisher è nata il 9 settembre 1906 a Iron River, nella penisola superiore del Michigan, figlia di Nelson E. e Lucia (Milker) Fisher: suo padre era un contadino e fondò diverse attività commerciali nella zona, mentre sua madre era una maestra d'asilo. Quando Aileen aveva cinque anni, le cattive condizioni di salute indussero suo padre a ritirarsi in 40 acri vicino all'Iron River, nella penisola superiore del Michigan, dove costruì una casa chiamata High Banks. Lei e suo fratello, Leslie Paul, trascorrevano gran parte del loro tempo giocando vicino al fiume, camminando per le strade di campagna e prendendosi cura dei loro animali da fattoria. Successivamente nacquero le sorelle minori di Aileen, Lucia e Beth.
Fisher ha frequentato l'Università di Chicago per due anni e poi si è trasferita all'Università del Missouri, dove ha conseguito una laurea in giornalismo nel 1927. Dopo la laurea ha accettato un lavoro estivo in un piccolo teatro, poi è tornata a Chicago.
Nel 1933, si trasferì con la collega scrittrice Olive Rabe a Boulder, in Colorado. Cinque anni dopo acquistarono un ranch di 200 acri nel Sunshine Canyon, ai piedi del monte Flagstaff. Hanno vissuto lì per trent'anni. Entrambe donne attive che amavano la vita all'aria aperta, assieme hanno progettato e costruito la capanna nel loro ranch. I suoi altri interessi includevano la lettura, la lavorazione del legno, l'escursionismo e l'alpinismo.
Aileen Fisher è morta all'età di 96 anni nella sua casa di Boulder, in Colorado. I suoi articoli sono attualmente conservati nelle biblioteche della Southern Mississippi University e della Stanford University.

## Opere

### Raccolte di poesie
- The Coffee-Pot Faces, McBride Company, 1933
- Up the Windy Hill: A Book of Merry Verses with Silhouettes, Abelard Press, 1953
- My Cat Has Eyes of Sapphire Blue, Crowell, 1973
- Feathered Ones and Furry, HarperCollins, 1979
- Rabbits, Rabbits, Harper & Row, 1983
- Always Wondering": Some Favorite Poems of Aileen Fisher, HarperCollins, 1991
- You Don’t Look Like Your Mother, Mondo, 2001
- I Heard a Bluebird Singing (curata da Bernice Cullinan), Boyds Mills Press, 2002

### Libri di storia naturale
- All on a Mountain Day Thomas Nelson and Sons, 1956
- Going Barefooted, Crowell, 1960
- Summer of Little Rain, Thomas Nelson, 1961
- Where Does Everyone Go?, Crowell, 1961
- Listen, Rabbit, T. Y. Crowell, 1964
- In the Woods, In the Meadow, In the Sky, Scribner, 1962
- In the Middle of the Night, Crowell, 1965
- Valley of the Smallest: The Life of the Shrew, T. Y. Crowell, 1966
- Feathered Ones and Furry, Harper Collins, 1979
- The Story Goes On, Roaring Brook Press, 2005

### Romanzi
- A Lantern in the Window, T. Nelson, 1957
- Going Barefoot, T. Y. Crowell, 1960
- Secret in the Barrel, Scholastic Books, 1965
- Best Little House, T. Y. Crowell, 1966
- My Mother and I, T. Y. Crowell, 1967
- We Went Looking, T. Y. Crowell, 1968
- Clean as a Whistle, T. Y. Crowell, 1969

### Saggi
- Timber!:Logging in Michigan, Aladdin Books, 1955
- Skip, Thomas Nelson, 1958
- We Dickinsons: The Life of Emily Dickinson as Seen Through the Eyes of Her Brother Austin (con Olive Rabe), Atheneum, 1965
- We Alcotts: The Life of Louisa M. Alcott's Family as Seen Through the Eyes of 'Marmee', Mother of Little Women, Atheneum, 1968
- Jeanne D'Arc, Crowell, 1970
- My First Hanukkah Book, Children's Press, 1985

### Opere teatrali
- Holiday Programs for Boys and Girls, Plays, Inc., 1953
- Christmas Plays and Programs, Plays, Inc., 1961
- Plays About our Nation's Songs, Plays, Inc., 1962
- Bicentennial Plays and Programs, Plays, Inc., 1975
- Up a Christmas Tree, Plays, Inc., 1978
- Blue Ribbon Plays for Girls, Plays, Inc., 1981
- Year-Round Programs for Young Players, Plays, Inc., 1985

### Antologie
- Cullinan, Bernice (a cura di); A Jar of Tiny Stars: Poems by NCTE Award-Winning Poets; Wordsong/Boyds Mills; 1996
- Hopkins, Lee Bennet (a cura di); Small Talk: A Short Book of Poems; 1995
- Kennedy, Dorothy (a cura di); I Thought I'd Take My Rat to School; Little, Brown; 1993
- Meltzer, Milton (a cura di); Hour of Freedom;  Wordsong/Boyds Mills; 2003
- Paladino, Catherine (a cura di); Land, Sea, and Sky; Little, Brown; 1993
- Sampson, Michael (a cura di); The Bill Martin Jr. Big Book of Poetry; Simon & Schuster; 2008